# Bombový útok v Buenos Aires 1994
Bombový útok v Buenos Aires byl proveden 18. července 1994 a zahynulo při něm 85 obětí, většinou židovského původu. Při útoku bylo zničeno židovské centrum Asociación Mutual Israelita Argentina (AMIA). Atentát byl nejhorším teroristickým útokem v historii Argentiny. Nikdo za něj nebyl odsouzen.

## Útok
K útoku došlo 18. července 1994 v 9:53 místního času. V dodávce Renault Trafic bylo odpáleno asi 275 kg výbušné směsi obsahující dusičnan amonný. Detonace změnila sedmipatrovou budovu v sutiny. Izrael v následujících dnech do Argentiny vyslal agenty Mosadu a tým forenzních specialistů.
Motivem atentátu bylo podle žalobce Alberta Nismana rozhodnutí Argentiny o zrušení kontraktu, na jehož základě od ní měl Írán získat jaderné technologie a zbraně.

## Obvinění Íránu a Hizballáhu
Vyšetřováním zločinu se zabýval argentinský žalobce Alberto Nisman (1963–2015). Dne 25. října 2006 formálně obvinil íránskou vládu z organizace útoku a libanonskou milici Hizballáh z jeho provedení. Jak představitelé Íránu, tak Hizballáhu jakýkoli podíl na atentátu odmítli. V roce 2007 byla zveřejněna jména šesti podezřelých z atentátu, mezi něž patří bývalý íránský ministr obrany Ahmad Vahídí, dále vojenský šéf Hizballáhu Imád Mugníja nebo íránský politik a r. 2009 kandidát na prezidenta Mohsen Rezáí.
Počátkem roku 2015 Nisman obvinil argentinskou prezidentku Cristinu Fernández de Kirchner z krytí pachatelů zločinu. Dne 14. ledna uvedl, že požádal soudce, aby zahájil vyšetřování prezidentky a také ministra zahraničí Héctora Timermana.
Tito politici podle něj s Íránem v roce 2013 uzavřeli tajnou dohodu. Jejím smyslem bylo očistit sedm podezřelých a ututlat podíl íránské vlády. Pak by se mezi oběma zeměmi mohla rozjet jednání o dodávkách ropy za obilí. „Prezidentka a ministr zahraničí učinili zločinná rozhodnutí, aby vykonstruovali nevinu Íránu, a mohli tak ukojit obchodní, politické a geopolitické zájmy,“ uvedl Nisman. Vláda jeho tvrzení označila za absurdní a směšné. Dne 18. ledna 2015 – tedy den předtím, než měl vysvětlit svá obvinění a předložit důkazy – byl nalezen mrtev.

## Útok na izraelskou ambasádu v Buenos Aires, 1992
K útoku na židovské centrum AMIA došlo zhruba dva roky po sebevražedném atentátu na izraelskou ambasádu v Buenos Aires. Tehdy – 17. března 1992 – útočník najel do budovy ambasády automobilem naloženým výbušninami. Zahynulo 29 civilistů, z toho 25 Argentinců a čtyři Izraelci. Dalších 242 lidí bylo zraněno. K atentátu se přihlásila proíránská Organizace islámské svaté války, podle níž šlo o odplatu za vraždu spoluzakladatele Hizballáhu, šajcha Músávího.